# TPSB2
TPSB2 (англ. Tryptase beta-2; Шифр КФ 3.4.21.59) — фермент триптаза, продукт гена TPSB2.

## Структура
Триптаза бета-2 состоит из 275 аминокислот, молекулярная масса 30,6 кДа.

## Функции
Триптазы входят в семейство S1 трипсино-подобных сериновых протеаз. Они каталитически активны в тетрамерной форме, стабилизируемой гепарином, и устойчивы к известным эндогенным ингибиторам протеаз. Несколько генов триптаз сгруппированы на хромосоме 16p13.3 и обладают некоторыми общими свойствами. Все эти гены имеют высококонсервативные участки 3' UTR и содержат тандемные повторы на 5'-конце, а их 3' UTR участок играет роль в регуляции стабильности их мРНК. Гены содержат интрон непосредственно после инициирующего Met-кодона, отделяющего Met-кодон от кодирующей белок последовательности. Такая особенность структуры гена характерна в основном только для триптаз. Ген TPSB2 отличается множественностью аллелей, две основные из которых бета II и бета III ранее считались отдельными белками. Бета-триптазы - основные нейтральные протеазы, присутствующие в тучных клетках, которые секретируются из клетки в ходе процесса активации-дегрануляции. Может играть роль во врождённом иммунитете.
Хотя основные физиологические субстраты бета-триптаз не выяснены, известно, что эти ферменты могут расщеплять несколько потенциально важных белков, включая фибриноген, фибронектин, предшественник матриксной металлопротеиназы про-MMP-3, протеазо-активируемый рецептор PAR2 и компонент комплемента C3.